# Sportverein Darmstadt 1898 1997-1998
Questa voce raccoglie le informazioni riguardanti il Sportverein Darmstadt 1898 nelle competizioni ufficiali della stagione 1997-1998.

## Stagione
Nella stagione 1997-1998 il Darmstadt, allenato da Lothar Buchmann, concluse il campionato di Regionalliga sud al 16º posto.

## Rosa
| N. |                                 | Ruolo | Calciatore         |
| -- | ------------------------------- | ----- | ------------------ |
| 4  | Germania (bandiera)             | D     | Thomas Schmidt     |
| 6  | Germania (bandiera)             | C     | Rolf Lang          |
|    | Germania (bandiera)             | D     | Thorsten Becht     |
|    | Bosnia ed Erzegovina (bandiera) | D     | Dragislav Kovjenic |
|    | Serbia (bandiera)               | D     | Pero Škorić        |
|    | Germania (bandiera)             | D     | Oliver Wölki       |
|    | Germania (bandiera)             | C     | Michael Harforth   |

| N. |                      | Ruolo | Calciatore         |
| -- | -------------------- | ----- | ------------------ |
|    | Danimarca (bandiera) | C     | Torben Hjermitslev |
|    | Spagna (bandiera)    | C     | Alfredo Jimenez    |
|    | Germania (bandiera)  | C     | Waldemar Kischka   |
|    | Germania (bandiera)  | C     | Jens Krinke        |
|    | Croazia (bandiera)   | C     | Dragan Reljic      |
|    | Germania (bandiera)  | A     | Timo Leifermann    |
|    | Nigeria (bandiera)   | A     | Amaechi Ottiji     |

## Organigramma societario
Area tecnica
- Allenatore: Lothar Buchmann
- Allenatore in seconda:
- Preparatore dei portieri:
- Preparatori atletici:
- Analisi video:

## Calciomercato

### Sessione estiva
| Acquisti | Acquisti           | Acquisti            | Acquisti |
| R.       | Nome               | da                  | Modalità |
| -------- | ------------------ | ------------------- | -------- |
| C        | Michael Harforth   | Egelsbach           |          |
| D        | Dragislav Kovjenic | Egelsbach           |          |
| A        | Amaechi Ottiji     | Iōnikos             |          |
| C        | Dragan Reljic      | Vikt. Aschaffenburg |          |
| D        | Oliver Wölki       | VfR Mannheim        |          |

| Cessioni | Cessioni            | Cessioni       | Cessioni |
| R.       | Nome                | a              | Modalità |
| -------- | ------------------- | -------------- | -------- |
| C        | Volker Berg         | VfR Bürstadt   |          |
| A        | Michael Klauß       | Wegberg-Beeck  |          |
| A        | Roland Njume-N'Toko | Greuther Fürth |          |
| A        | Marc Volke          | VfR Mannheim   |          |
| D        | Xaver Zembrod       | SGK Heidelberg |          |

### Sessione invernale
| Acquisti | Acquisti        | Acquisti     | Acquisti |
| R.       | Nome            | da           | Modalità |
| -------- | --------------- | ------------ | -------- |
| C        | Alfredo Jimenez | VfR Bürstadt |          |

| Cessioni | Cessioni | Cessioni | Cessioni |
| R.       | Nome     | a        | Modalità |
| -------- | -------- | -------- | -------- |

## Risultati

### Regionalliga

#### Girone di andata
| 2 agosto 1997, ore 14:00 CEST 1ª giornata | Waldhof Mannheim | 3 – 0 | Darmstadt |  |

| 6 agosto 1997, ore 19:30 CEST 2ª giornata | Darmstadt | 2 – 1 | Kirchheim/Teck |  |

| 10 agosto 1997, ore 18:00 CEST 3ª giornata | Darmstadt | 0 – 0 | Monaco 1860 II |  |

| 16 agosto 1997, ore 15:30 CEST 4ª giornata | Wehen | 4 – 1 | Darmstadt |  |

| 24 agosto 1997, ore 18:00 CEST 5ª giornata | Darmstadt | 0 – 2 | Augusta |  |

| 30 agosto 1997, ore 14:30 CEST 6ª giornata | Karlsruhe II | 2 – 0 | Darmstadt |  |

| 5 settembre 1997, ore 19:00 CEST 7ª giornata | Darmstadt | 1 – 1 | Wacker Burghausen |  |

| 14 settembre 1997, ore 11:00 CEST 8ª giornata | Borussia Fulda | 2 – 1 | Darmstadt |  |

| 19 settembre 1997, ore 19:30 CEST 9ª giornata | Darmstadt | 1 – 1 | Reutlingen |  |

| 27 settembre 1997, ore 14:30 CEST 10ª giornata | VfR Mannheim | 4 – 0 | Darmstadt |  |

| 3 ottobre 1997, ore 17:00 CEST 11ª giornata | Darmstadt | 1 – 1 | Kickers Offenbach |  |

| 10 ottobre 1997, ore 19:00 CEST 12ª giornata | Bayern Monaco II | 1 – 2 | Darmstadt |  |

| 19 ottobre 1997, ore 18:00 CEST 13ª giornata | Darmstadt | 2 – 2 | Neukirchen |  |

| 25 ottobre 1997, ore 14:30 CEST 14ª giornata | Ulma | 4 – 1 | Darmstadt |  |

| 2 novembre 1997, ore 18:00 CET 15ª giornata | Darmstadt | 2 – 0 | Ditzingen |  |

| 8 novembre 1997, ore 14:30 CET 16ª giornata | Weismain | 2 – 1 | Darmstadt |  |

#### Girone di ritorno
| 15 novembre 1997 17ª giornata |  | – turno di riposo |  |  |

| 22 novembre 1997, ore 15:00 CET 18ª giornata | Darmstadt | 0 – 0 | Waldhof Mannheim |  |

| 29 novembre 1997, ore 14:30 CET 19ª giornata | Kirchheim/Teck | 0 – 2 | Darmstadt |  |

| 20 febbraio 1998, ore 14:30 CET 20ª giornata | Monaco 1860 II | 1 – 1 | Darmstadt |  |

| 14 dicembre 1997, ore 14:00 CET 21ª giornata | Darmstadt | 2 – 2 | Wehen |  |

| 28 febbraio 1998, ore 14:30 CET 22ª giornata | Augusta | 4 – 2 | Darmstadt |  |

| 7 marzo 1998, ore 15:00 CET 23ª giornata | Darmstadt | 6 – 2 | Karlsruhe II |  |

| 13 marzo 1998, ore 19:00 CET 24ª giornata | Wacker Burghausen | 3 – 1 | Darmstadt |  |

| 22 marzo 1998, ore 15:00 CET 25ª giornata | Darmstadt | 1 – 2 | Borussia Fulda |  |

| 28 marzo 1998, ore 15:00 CET 26ª giornata | Reutlingen | 3 – 0 | Darmstadt |  |

| 3 aprile 1998, ore 19:30 CEST 27ª giornata | Darmstadt | 1 – 1 | VfR Mannheim |  |

| 12 aprile 1998, ore 20:15 CEST 28ª giornata | Kickers Offenbach | 2 – 3 | Darmstadt |  |

| 18 aprile 1998, ore 15:00 CEST 29ª giornata | Darmstadt | 1 – 3 | Bayern Monaco II |  |

| 25 aprile 1998, ore 14:00 CEST 30ª giornata | Neukirchen | 2 – 0 | Darmstadt |  |

| 3 maggio 1998, ore 18:00 CEST 31ª giornata | Darmstadt | 2 – 0 | Ulma |  |

| 9 maggio 1998, ore 15:30 CEST 32ª giornata | Ditzingen | 0 – 1 | Darmstadt |  |

| 16 maggio 1998, ore 15:00 CEST 33ª giornata | Darmstadt | 0 – 2 | Weismain |  |

## Statistiche

### Statistiche di squadra
| Competizione     | Punti | In casa | In casa | In casa | In casa | In casa | In casa | In trasferta | In trasferta | In trasferta | In trasferta | In trasferta | In trasferta | Totale | Totale | Totale | Totale | Totale | Totale | DR  |
| Competizione     | Punti | G       | V       | N       | P       | Gf      | Gs      | G            | V            | N            | P            | Gf           | Gs           | G      | V      | N      | P      | Gf     | Gs     | DR  |
| ---------------- | ----- | ------- | ------- | ------- | ------- | ------- | ------- | ------------ | ------------ | ------------ | ------------ | ------------ | ------------ | ------ | ------ | ------ | ------ | ------ | ------ | --- |
| Regionalliga sud | 33    | 16      | 4       | 8       | 4       | 22      | 20      | 16           | 4            | 1            | 11           | 16           | 37           | 32     | 8      | 9      | 15     | 38     | 57     | -19 |
| Totale           | 33    | 16      | 4       | 8       | 4       | 22      | 20      | 16           | 4            | 1            | 11           | 16           | 37           | 32     | 8      | 9      | 15     | 38     | 57     | -19 |

### Andamento in campionato
| Giornata  | 1  | 2  | 3  | 4  | 5  | 6  | 7  | 8  | 9  | 10 | 11 | 12 | 13 | 14 | 15 | 16 | 17 | 18 | 19 | 20 | 21 | 22 | 23 | 24 | 25 | 26 | 27 | 28 | 29 | 30 | 31 | 32 | 33 | 34 |
| --------- | -- | -- | -- | -- | -- | -- | -- | -- | -- | -- | -- | -- | -- | -- | -- | -- | -- | -- | -- | -- | -- | -- | -- | -- | -- | -- | -- | -- | -- | -- | -- | -- | -- | -- |
| Luogo     | T  | C  | C  | T  | C  | T  | C  | T  | C  | T  | C  | T  | C  | T  | C  | T  |    | C  | T  | T  | C  | T  | C  | T  | C  | T  | C  | T  | C  | T  | C  | T  | C  |    |
| Risultato | P  | V  | N  | P  | P  | P  | N  | P  | N  | P  | N  | V  | N  | P  | V  | P  |    | N  | V  | N  | N  | P  | V  | P  | P  | P  | N  | V  | P  | P  | V  | V  | P  |    |
| Posizione | 17 | 10 | 10 | 11 | 12 | 15 | 16 | 16 | 14 | 16 | 16 | 14 | 13 | 14 | 13 | 14 | 15 | 14 | 14 | 14 | 14 | 15 | 14 | 15 | 15 | 15 | 15 | 15 | 15 | 16 | 14 | 13 | 13 | 16 |

Legenda:

Luogo: C = Casa; T = Trasferta. Risultato: V = Vittoria; N = Pareggio; P = Sconfitta.